# Silver Bullet
Silver Bullet är en skräckfilm från 1985 i regi av Dan Attias. Filmen är baserad på Stephen Kings kortroman Varulvens år från 1983. I huvudrollerna ses Corey Haim, Gary Busey, Everett McGill, Megan Follows, Terry O'Quinn, Lawrence Tierney och James Gammon. 

## Handling
En småstad drabbas på kort tid av ett antal brutala mord. 10-årige Marty Coslaw misstänker att morden är begångna av en varulv.

## Rollista i urval
- Gary Busey - farbror Red
- Everett McGill - Pastor Lester Lowe
- Corey Haim - Marty Coslaw
- Megan Follows - Jane Coslaw, Martys syster
- Terry O'Quinn - Sheriff Joe Haller
- Robin Groves - Nan Coslaw, Martys mamma
- Leon Russom - Bob Coslaw, Martys pappa
- Bill Smitrovich - Andy Fairton
- Lawrence Tierney - Owen Knopfler
- Kent Broadhurst - Herb Kincaid, Bradys pappa
- James Gammon - Arnie Westrum
- Wendy Walker - Stella Randolph
- James A. Baffico - Milt Sturmfuller
- Joe Wright - Brady Kincaid, Martys bäste vän
- David Hart - Pete Maxwell, vice sheriff
- Herb Harton - Elmer Zinneman
- Michael Lague - Stellas pojkvän
- William Newman - Virgil Cuts
- Tovah Feldshuh - Berättare, Jane som äldre